# Peter Buysrogge
Peter Buysrogge (Sinaai, 15 maart 1976) is een Belgisch politicus actief voor de Nieuw-Vlaamse Alliantie (N-VA).

## Levensloop
Basis- en secundair onderwijs volgde Buysrogge aan het Sint-Jozef-Klein-Seminarie in Sint-Niklaas. In 1998 behaalde hij een licentie in de politieke wetenschappen aan de Universiteit Gent. Beroepshalve was hij van 1998 tot 1999 parlementair medewerker van Vlaams Parlementslid Lieven Dehandschutter en nadien van 1999 tot 2008 inhoudelijk medewerker voor de VU-ID- en later de N-VA-fractie in het Vlaams Parlement en van 2008 tot 2011 fractiesecretaris voor N-VA in het Vlaams Parlement. Van juli 2011 tot januari 2013 was hij woordvoerder van Vlaams minister Geert Bourgeois. Daarnaast was Buysrogge tot maart 2013 de voorzitter van de lokale N-VA afdeling van zijn woonplaats Sint-Niklaas.
In oktober 2012 werd Buysrogge bij de gemeenteraadsverkiezingen verkozen als gemeenteraadslid van Sint-Niklaas. In 2012 sloot de N-VA een bestuursakkoord in de stad met Groen en Sp.a. Buysrogge maakt sinds begin 2013 deel uit van het college van burgemeester en schepenen geleid door N-VA burgemeester Lieven Dehandschutter. Als schepen kreeg hij de bevoegdheden personeel, sport en interne organisatie en diende hij besparingen door te voeren bij het stadspersoneel. Na de gemeenteraadsverkiezingen van oktober 2018 werd Buysrogge in de legislatuur 2019-2024 schepen voor personeel, sport en financiën. Zes jaar later, na de lokale verkiezingen van oktober 2024, bleef hij als schepen bevoegd voor personeel en financiën, met interne organisatie en dienstverlening als bijkomende opdrachten.
Bij de federale verkiezingen van 25 mei 2014 werd Buysrogge voor de kieskring Oost-Vlaanderen verkozen tot lid van de Kamer van volksvertegenwoordigers. In de Kamer ging hij zich voornamelijk bezighouden met defensie en het koningshuis. Bij de verkiezingen van mei 2019 en die van juni 2024 werd hij herkozen in de Kamer. Sinds 2019 is hij er voorzitter van de Kamercommissie Landsverdediging. 

## Privé
Buysrogge woont in Belsele. Hij is gehuwd en vader van drie kinderen.